# Krakowiak

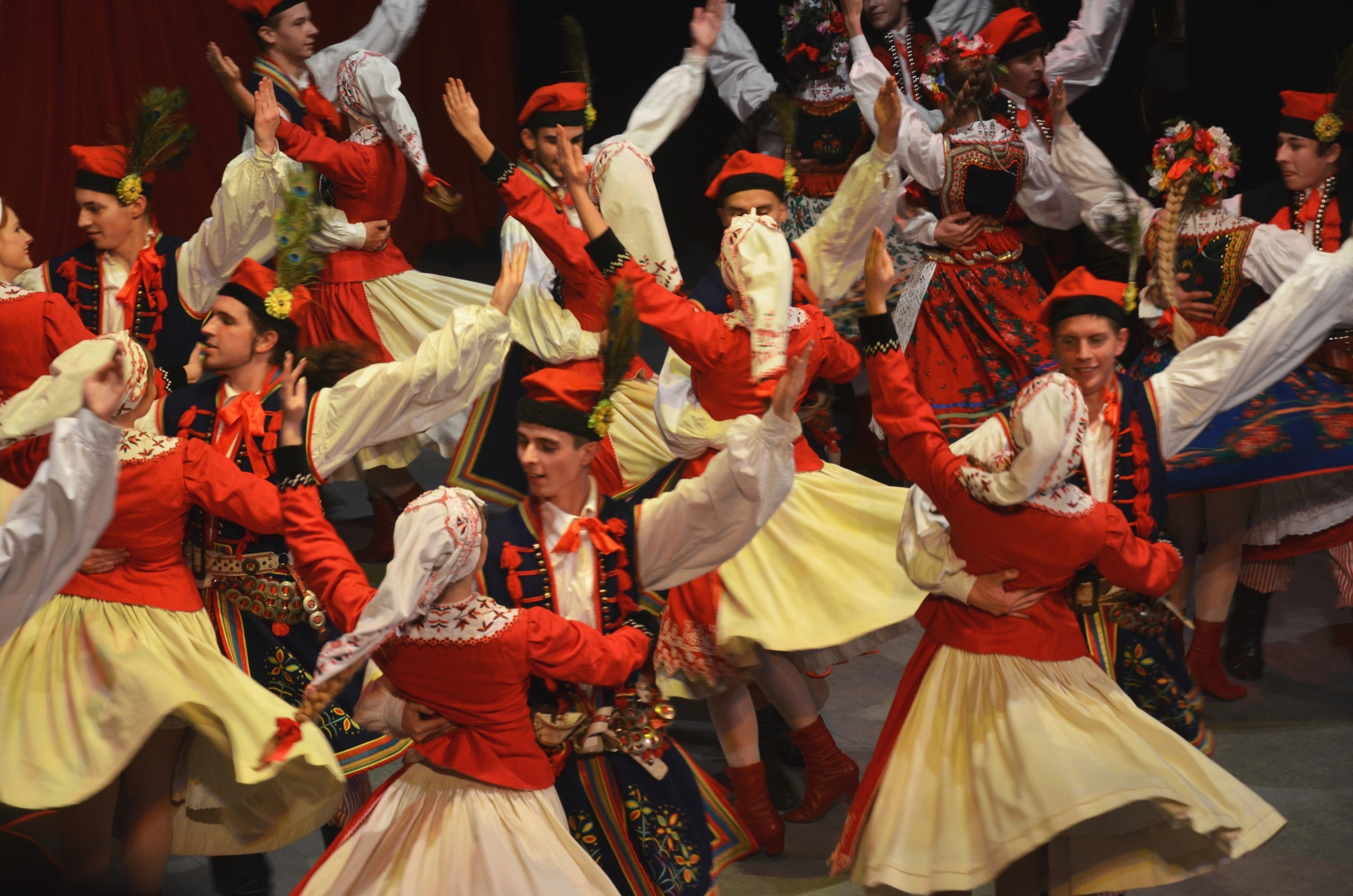
Vũ công dân gian diện trên mình trang phục truyền thống tại Kraków (được coi là quốc phục truyền thống Ba Lan).

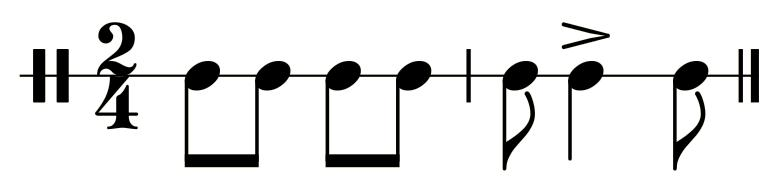
Nhịp Krakowiak thể hiện trên bản tổng phổ.

Krakowiak hay Cracovienne (tên gọi tại Pháp) là một điệu nhảy dân gian Ba Lan có tiết tấu nhanh, đảo phách theo nhịp đôi, được biểu diễn tại khu vực Kraków và Tiểu Ba Lan (Małopolska). Vũ công diện trên mình quốc phục dân tộc Ba Lan, đặc biệt là chiếc mũ rogatywka trang trí bởi lông chim công.
Krakowiak đã trở thành một điệu nhảy khiêu vũ phổ biến ở Vienna ("Krakow") và Paris ("Cracovienne"). Với sự hòa quyện giữa điệu polonez và mazurek, điệu nhảy được ví như lòng khoan dung của với một đất nước đẹp như tranh vẽ, xa xôi và từng bị áp bức. Ở Nga, krakowiak được Mikhail Glinka giới thiệu trong cuốn Жизнь за царя - Cuộc đời vì Nga Hoàng (1836) và từ đó trở thành biểu tượng của co nngười và văn hóa Ba Lan trong nhãn quan của Đế chế Nga, đặc biệt là chiếc mũ rogatywka.
Ấn phẩm đầu tiên của điệu Krakowiak xuất hiện trong album piano của Franciszek Mirecki,"Điệu Krakowiak đối với Phụ nữ Ba Lan"(Warszawa, 1816).
Trong buổi hòa nhạc Grand Rondeau de Concert của mình, Frédéric Chopin đã có màn trình diễn Rondo à la Krakowiak tại cung Fa thứ, với dàn nhạc và nhạc cụ chủ đạo là piano (Op. 14, 1828). Bản concerto cho piano đầu tay của Chopin cũng làm tăng tính thu hút vào điệu nhảy.
Về mặt vũ đạo, krakowiak thường nhảy theo đôi trong đó các vũ công nam hàng đầu hát và dẫn bước. Theo mô tả trong Từ điển âm nhạc và nhạc sĩ của New Grove (New Grove Dictionary of Music and Musicians), điệu krakowiak được dẫn bước bởi vũ công nam đừng hàng đầu (cặp đôi đầu tiên). Các vũ công khác theo bước của cặp đầu tiên, theo giai điệu, tự điều chỉnh để tạo thành vòng tròn.